# فلويدادا
فلويدادا (بالإنجليزية: Floydada, Texas)‏ هي مدينة تقع بولاية تكساس في شمال شرق الولايات المتحدة. تبلغ مساحة هذه المدينة 5.3 (كم²)، وترتفع عن سطح البحر 970 م، بلغ عدد سكانها 3038 نسمة في عام 2010 حسب إحصاء مكتب تعداد الولايات المتحدة وتصل الكثافة السكانية فيها 699.1 نسمة/كم2.

## التركيبة السكانية
حدّد مكتب تعداد الولايات المتحدة بيانات التركيبة السكانية لفلويدادا في تعداد الولايات المتحدة. في ما يلي، التركيبة السكانية حسب تعدادي 2000 و2010.

### تعداد عام 2000
بلغ عدد سكان فلويدادا 3,676 نسمة بحسب تعداد عام 2000، وبلغ عدد الأسر 1,304 أسرة وعدد العائلات 980 عائلة مقيمة في المدينة. في حين سجلت الكثافة السكانية 697.5 نسمة لكل كيلومتر مربع (1,806.5/ميل2). وبلغ عدد الوحدات السكنية 1,507 وحدة بمتوسط كثافة قدره 286 لكل كيلومتر مربع (740.7/ميل2).
وتوزع التركيب العرقي للمدينة بنسبة 70.35% من البيض و4.13% من الأمريكيين الأفارقة و1.09% من الأمريكيين الأصليين و0.14% من الأمريكيين ذوي الأصول الآسيوية و22.20% من الأعراق الأخرى و2.09% من عرقين مختلطين أو أكثر و51.63% من الهسبانيون أو اللاتينيون من أي عرق.
بلغ عدد الأسر 1,304 أسرة كانت نسبة 42.5% منها لديها أطفال تحت سن الثامنة عشر تعيش معهم، وبلغت نسبة الأزواج القاطنين مع بعضهم البعض 58.8% من أصل المجموع الكلي للأسر، ونسبة 12.7% من الأسر كان لديها معيلات من الإناث دون وجود شريك،  بينما كانت نسبة 3.6% من الأسر لديها معيلون من الذكور دون وجود شريكة وكانت نسبة 24.8% من غير العائلات. تألفت نسبة 23.5% من أصل جميع الأسر من عدة أفراد يعيشون في نفس المنزل ونسبة 13.8% كانت تتألف من شخص يعيش بمفرده يبلغ من العمر 65 عاماً أو أكثر. وبلغ متوسط حجم الأسرة المعيشية 2.74، أما متوسط حجم العائلات فبلغ 3.24.
بلغ العمر الوسطي للسكان 34.1 عاماً. وكانت نسبة 31.6% من القاطنين تحت سن الثامنة عشر، وكانت نسبة 7.6% بين الثامنة عشر والرابعة والعشرين عاماً، ونسبة 23.4% كانت واقعةً في الفئة العمرية ما بين الخامسة والعشرين والرابعة والأربعين عاماً، ونسبة 20.5% كانت ما بين الخامسة والأربعين والرابعة والستين، ونسبة 14.2% كانت ضمن فئة الخامسة والستين عاماً فما فوق. يوجد لكل 100 أنثى 93.0 ذكر، ويوجد لكل 100 أنثى في الثامنة عشر من عمرها فما فوق 86.6 ذكر.
بلغ متوسط دخل الأسرة في المدينة 25,429 دولارًا، أما متوسط دخل العائلة فبلغ 30,038 دولارًا. وكان متوسط دخل الذكور 25,179 دولارًا مقابل 17,381 دولارًا للإناث. وسجل دخل الفرد الخاص بالمدينة 12,431 دولارًا. وكانت نسبة 24.7% من العائلات ونسبة 26.5% من السكان تحت خط الفقر، وكان من هؤلاء نسبة 36.9% تحت سن الثامنة عشر ونسبة 19.7% في الخامسة والستين من العمر وما فوق.

### تعداد عام 2010
بلغ عدد سكان فلويدادا 3,038 نسمة بحسب تعداد عام 2010، وبلغ عدد الأسر 1,134 أسرة وعدد العائلات 807 عائلة مقيمة في المدينة. في حين سجلت الكثافة السكانية 576.5 نسمة لكل كيلومتر مربع (1,493.1/ميل2). وبلغ عدد الوحدات السكنية 1,400 وحدة بمتوسط كثافة قدره 265.7 لكل كيلومتر مربع (688.2/ميل2).
وتوزع التركيب العرقي للمدينة بنسبة 75.48% من البيض و4.34% من الأمريكيين الأفارقة و0.82% من الأمريكيين الأصليين و0.03% من الأمريكيين ذوي الأصول الآسيوية و0.03% من سكان جزر المحيط الهادئ و17.91% من الأعراق الأخرى و1.38% من عرقين مختلطين أو أكثر و61.62% من الهسبانيون أو اللاتينيون من أي عرق.
بلغ عدد الأسر 1,134 أسرة كانت نسبة 39.3% منها لديها أطفال تحت سن الثامنة عشر تعيش معهم، وبلغت نسبة الأزواج القاطنين مع بعضهم البعض 52.5% من أصل المجموع الكلي للأسر، ونسبة 14.3% من الأسر كان لديها معيلات من الإناث دون وجود شريك،  بينما كانت نسبة 4.4% من الأسر لديها معيلون من الذكور دون وجود شريكة وكانت نسبة 28.8% من غير العائلات. تألفت نسبة 26.4% من أصل جميع الأسر من عدة أفراد يعيشون في نفس المنزل ونسبة 12.1% كانت تتألف من شخص يعيش بمفرده يبلغ من العمر 65 عاماً أو أكثر. وبلغ متوسط حجم الأسرة المعيشية 2.68، أما متوسط حجم العائلات فبلغ 3.24.
بلغ العمر الوسطي للسكان 35.9 عاماً. وكانت نسبة 30.9% من القاطنين تحت سن الثامنة عشر، وكانت نسبة 8% بين الثامنة عشر والرابعة والعشرين عاماً، ونسبة 21.9% كانت واقعةً في الفئة العمرية ما بين الخامسة والعشرين والرابعة والأربعين عاماً، ونسبة 23.4% كانت ما بين الخامسة والأربعين والرابعة والستين، ونسبة 15.8% كانت ضمن فئة الخامسة والستين عاماً فما فوق. وتوزع التركيب الجنسي للسكان بنسبة 49% ذكور و51% إناث.

## أعلام
- برايس بروكفيلد
- دون ويليامز
- ديفيد تيريل
- إتش. جيف كيمبل

## وصلات خارجية
- The US50 - Cities and Towns in Texas State